# Дорогов, Александр Николаевич
Алекса́ндр Никола́евич До́рогов (род. 9 апреля 1958, Москва) — советский художник-мультипликатор, американский и российский художник-аниматор, педагог.

## Семья
Жена: Людмила (в разводе) Ирина Дорогова.
Дети: Михаил (в браке с Людмилой, живёт в Америке), Прохор и Серафима.

## Биография
Родился 9 апреля 1958 года в Москве
С 11 лет занимался в кружке мультипликации при киностудии «Союзмультфильм». В то же время учился в художественной школе. В 1975 поступил работать художником-фазовщиком на «Союзмультфильм». С 1978 года художник-прорисовщик. В этом же году начал преподавать мультипликацию на курсе Романа Давыдова (режиссёр «Маугли»). В 1979 году поступил на высшие курсы сценаристов и режиссёров, которые окончил в 1981 году. В 1982 году вернулся на студию «Союзмультфильм» в качестве художника-мультипликатора 2-й категории. До 1990 года проработал на студии «Союзмультфильм».
В 1991 году выиграл в конкурсе аниматоров, который проводила студия Disney в Европе. В 1992 году начал работу на студии Disney во Флориде. Там же продолжил преподавательскую деятельность в качестве инструктора по анимации. До 2003 года проработал на студии Disney. В 2004—2006 годах принимал участие в разработке проекта «Act» в Бостоне.
В 2006 году вернулся в Россию в качестве преподавателя и главного аниматора «Лягушачий рай», «Сапсан», а также разработчика персонажей. С лета 2010 года Александр Дорогов преподавал классическую анимацию при анимационной студии Toonbox. В 2011 году открыл школу анимации.
С 26 ноября 2014 года входит в состав Экспертного совета Национальной анимационной премии.
C 2019 года организатор Global Animation Forum.

## Фильмография

### Художник-мультипликатор (советский период)
- 1982 — «Весёлая карусель» (выпуск 12)
- 1982 — «Волшебное лекарство»
- 1982 — «Закон племени»
- 1983 — «Замок лгунов»
- 1983 — «Лев и Бык»
- 1983 — «Наваждение Родамуса Кверка»
- 1984 — «Горшочек каши»
- 1984 — «На задней парте» (выпуск 3)
- 1984 — «Ну, погоди!» (выпуск 14)
- 1985 — «Верблюжонок Топотой»
- 1985 — «Дереза»
- 1985 — «Королевский бутерброд»
- 1985 — «Миссис Уксус и мистер Уксус»
- 1985 — «Мы с Шерлоком Холмсом»
- 1985 — «На задней парте» (выпуск 4)
- 1985 — «Ну, погоди!» (выпуск 15)
- 1985 — «Мальчик как мальчик»
- 1986 — «Приключения пингвинёнка Лоло», фильм 1
- 1986 — «Ну, погоди!» (выпуск 16)
- 1987 — «Богатырская каша»
- 1987 — «Приключения пингвинёнка Лоло», фильм 2
- 1987 — «Приключения пингвинёнка Лоло», фильм 3
- 1988 — «Доверчивый дракон»
- 1988 — «Заяц, который любил давать советы»
- 1988 — «Котёнок с улицы Лизюкова»
- 1988 — «Медвежуть»
- 1988 — «Случай с бегемотом»
- 1988 — «Потерялась птица в небе»
- 1988 — «Марафон»
- 1989 — «Всех поймал»
- 1989 — «Два богатыря»
- 1989 — «Озеро на дне моря»
- 1989 — «Композиция на тему. Рыжик»
- 1990 — «Весёлая карусель» (выпуск 20)
- 1990 — «Весёлая карусель» (выпуск 21)

### Аниматор (американский период)
- 1992 — «Снежная королева»
- 1994 — «Король Лев»
- 1995 — «Покахонтас» (аниматор английских поселенцев)
- 1996 — «Горбун из Нотр-Дама» (аниматор цыган, охранников и горожан)
- 1998 — «Мулан» (аниматор генерала Ли и Хана)
- 1999 — «Фантазия 2000» (аниматор сегмента «Пинии Рима»)
- 2002 — «Лило и Стич» (аниматор Стича)
- 2003 — «Братец медвежонок» (аниматор Коды)

### Консультант
- 2017 — «Фиксики: Большой секрет»